# Antipatros II.
Antipatros II. Etesias (altgriechisch Ἀντίπατρος Ἐτησίας Antípatros Etēsías, lateinisch Antipater Etesias; † nach 279 v. Chr.) war ein König von Makedonien. Er war ein Sohn des Philippos und Neffe des früheren Königs Kassander aus der kurzlebigen Dynastie er Antipatriden.
Antipater wurde 279 v. Chr. von den Makedonen als Nachfolger des gestürzten Meleagros zum König ausgerufen. Nachdem er sich aber ebenfalls im Kampf gegen die Galater als unfähig erwiesen hatte, wurde er bereits nach wenigen Monaten von Sosthenes ermordet.
Seine Regierungszeit betrug angeblich nur 45 Tage, entsprechend der Dauer des Etesienwindes.